# Процесс с независимыми приращениями
Проце́сс с незави́симыми прираще́ниями в теории случайных процессов — это обобщение понятия суммы независимых случайных величин.

## Определение
Случайный процесс {\displaystyle \{X_{t}\}_{t\in T}}, где {\displaystyle T\subset [0,+\infty )} называется процессом с независимыми приращениями, если для любых {\displaystyle t_{0},t_{1},\ldots ,t_{n}\in T} таких, что {\displaystyle 0=t_{0}<t_{1}<\cdots <t_{n-1}<t_{n}},
случайные величины :{\displaystyle X_{t_{0}},X_{t_{1}}-X_{t_{0}},\ldots ,X_{t_{n}}-X_{t_{n-1}}} независимы.

## Замечание
- Пусть {\displaystyle T=\mathbb {N} \cup \{0\}}. Положим {\displaystyle Y_{n}=X_{n}-X_{n-1},\;n\in \mathbb {N} }. Тогда

{\displaystyle X_{n}=\sum \limits _{i=1}^{n}Y_{i}},
и {\displaystyle \{Y_{n}\}_{n\geq 1}} — независимые случайные величины.

## Свойства
- Пусть {\displaystyle \{X_{t}\}_{t\in T}} — случайный процесс, а {\displaystyle \phi _{X_{t}-X_{r}}} — характеристическая функция случайной величины {\displaystyle X_{t}-X_{r}}, где {\displaystyle t>r}. Тогда {\displaystyle \{X_{t}\}} — процесс с независимыми приращениями тогда и только тогда, когда для любых {\displaystyle 0\leq r<s<t<\infty } и {\displaystyle u\in \mathbb {R} } выполняется равенство:

{\displaystyle \phi _{X_{t}-X_{r}}(u)=\phi _{X_{s}-X_{r}}(u)\cdot \phi _{X_{t}-X_{s}}(u)}.
- Любой процесс с независимыми приращениями является марковским. Обратное, вообще говоря, неверно.

## Примеры
- Винеровский процесс;
- Пуассоновский процесс.